# Andriej Zwiagincew
Andriej Pietrowicz Zwiagincew, ros. Андрей Петрович Звягинцев (ur. 6 lutego 1964 w Nowosybirsku) – rosyjski reżyser i scenarzysta filmowy.

## Życiorys
W 1984 ukończył Nowosybirską Szkołę Teatralną w Nowosybirsku. Tam zaczął swoją przygodę z aktorstwem na deskach miejscowego teatru. Na początku lat 90. przeniósł się do Moskwy, gdzie odegrał kilka epizodycznych ról w serialach telewizyjnych. 
Przełom nastąpił, kiedy wyreżyserował swój pełnometrażowy debiut fabularny Powrót (2003). Film został nagrodzony Złotym Lwem na 60. MFF w Wenecji i otworzył Zwiagincewowi drzwi na filmowe salony. Drugi film reżysera, Wygnanie (2007), rozpoczął jego stałą współpracę ze scenarzystą Olegiem Nieginem.
Zasiadał w jury konkursu głównego na 71. MFF w Cannes (2018).

## Filmografia

### Reżyseria
- Czarny pokój (Cziornaja komnata; 3-odcinkowy serial telewizyjny) – 2000
- Powrót – 2003
- Wygnanie – 2007
- Apokryf (Apokrif; film krótkometrażowy, segment filmu New York, I love you, ostatecznie wycięty z wersji kinowej, dostępny jako bonus w wydaniu DVD) – 2008
- Elena − 2011
- Tajemnica (Tajna; film krótkometrażowy, segment filmu Eksperyment 5IVE) – 2011
- Lewiatan − 2014
- Niemiłość – 2017

## Nagrody i nominacje
| Rok  | Nagroda                    | Kategoria                                  | Za        | Wynik     |
| ---- | -------------------------- | ------------------------------------------ | --------- | --------- |
| 2017 | BAFTA                      | Najlepszy film nieanglojęzyczny            | Niemiłość | Nominacja |
| 2014 | BAFTA                      | Najlepszy film nieanglojęzyczny            | Lewiatan  | Nominacja |
| 2018 | Cezar                      | Najlepszy film zagraniczny                 | Niemiłość | Wygrana   |
| 2003 | Europejska Nagroda Filmowa | Odkrycie roku                              | Powrót    | Wygrana   |
| 2017 | 70. MFF w Cannes           | Nagroda Jury                               | Niemiłość | Wygrana   |
| 2017 | 70. MFF w Cannes           | Złota Palma                                | Niemiłość | Nominacja |
| 2014 | 67. MFF w Cannes           | Najlepszy scenariusz                       | Lewiatan  | Wygrana   |
| 2014 | 67. MFF w Cannes           | Złota Palma                                | Lewiatan  | Nominacja |
| 2011 | 64. MFF w Cannes           | Un Certain Regard                          | Elena     | Nominacja |
| 2011 | 64. MFF w Cannes           | Un Certain Regard - Nagroda Specjalna Jury | Elena     | Wygrana   |
| 2007 | 60. MFF w Cannes           | Złota Palma                                | Wygnanie  | Nominacja |
| 2003 | 60. MFF w Wenecji          | Złoty Lew                                  | Powrót    | Wygrana   |